# Darwin-pintyek

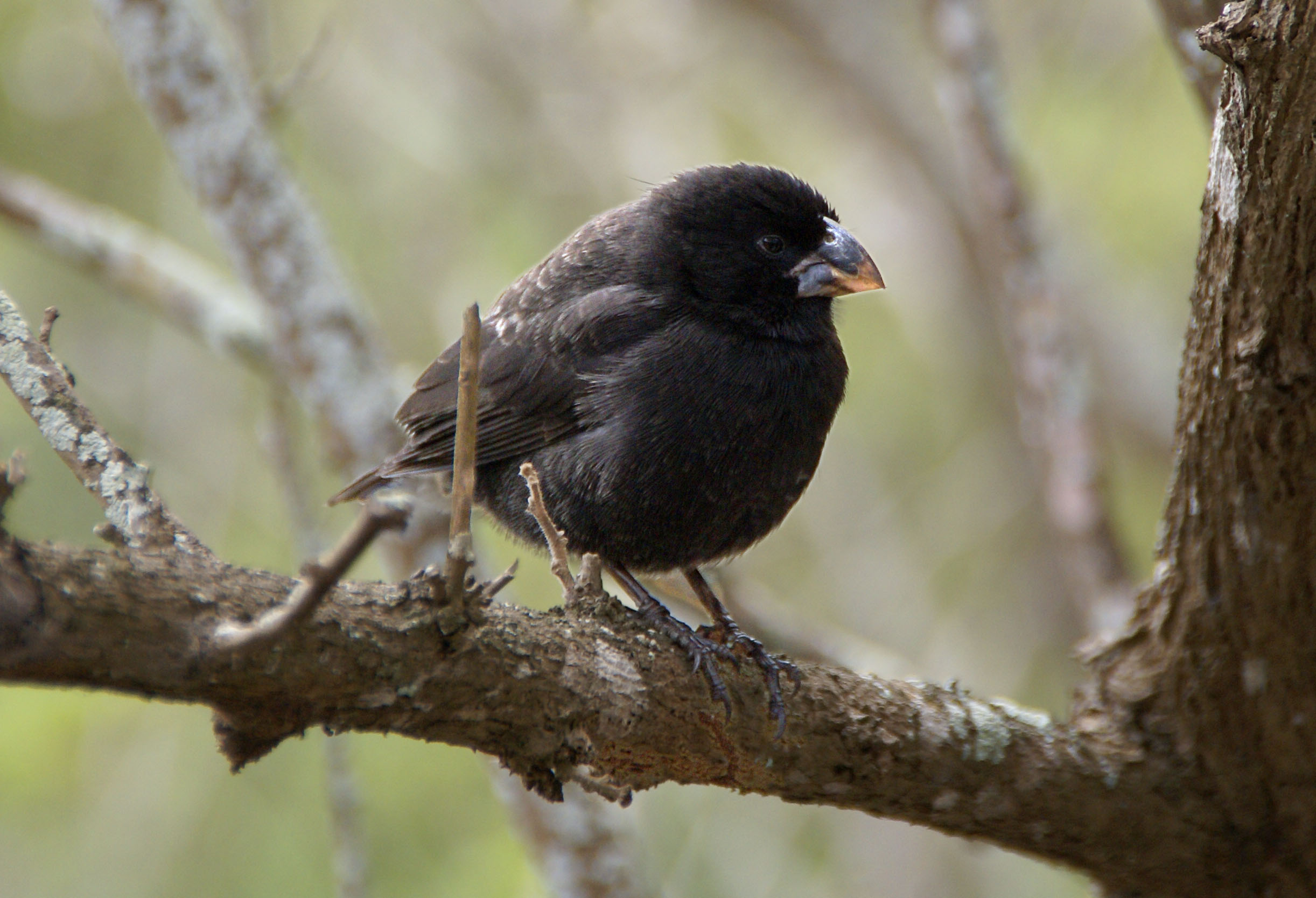
közepes földipinty (Geospiza fortis)

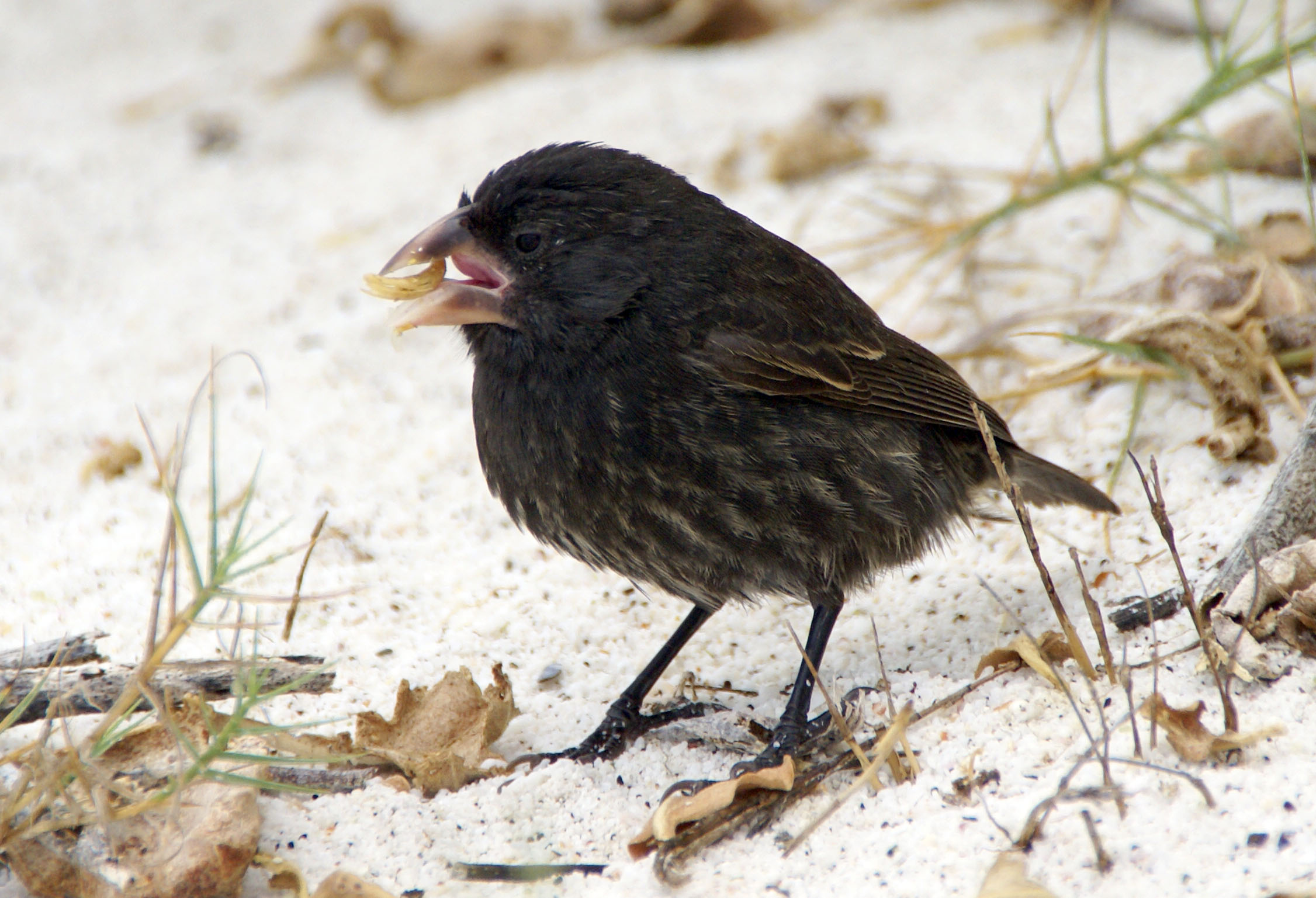
nagy kaktuszpinty (Geospiza conirostris)

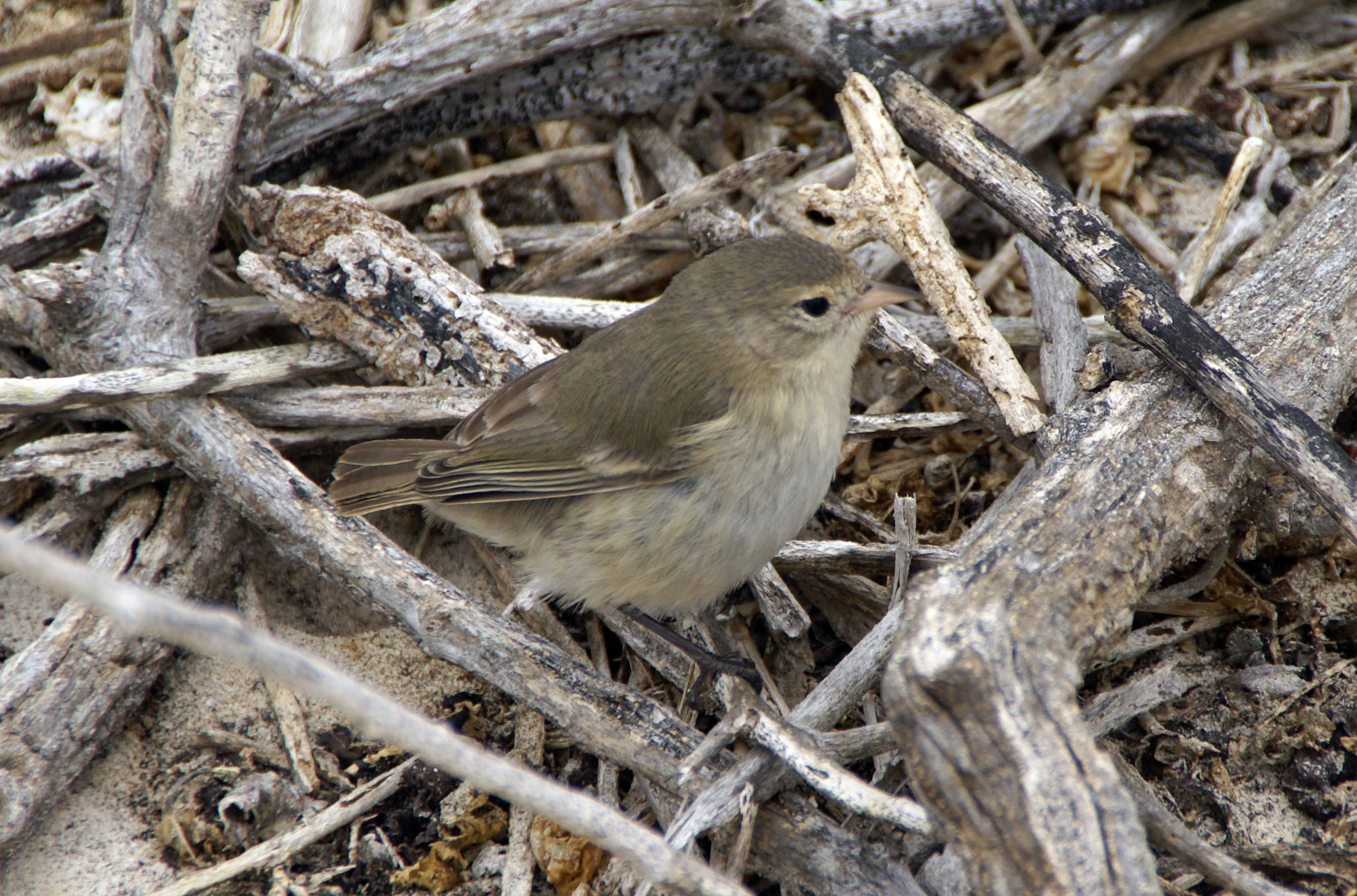
éneklő pinty vagy füzikepinty (Certhidea olivacea)

A Darwin-pintyek Galápagos-szigeteken élő tangarafélék, amely fajokat az adaptív radiáció klasszikus példájaként emlegetnek. 15, egymáshoz feltűnően hasonló faj.
A Costa Ricához tartozó Kókusz-szigeten élő kókuszpintyen (Pinaroloxias inornata) kívül az összes faj az Ecuadorhoz tartozó Galápagos-szigeteken él.
A Darwin-pintyek a rendszertani konzervativizmust mutatják. A kettős nevezéktan szabályai szerint egy fajt a nem neve és fajnév együttesen határoz meg. A tizenöt pintyfajt öt nembe sorolták. (Pinaroloxias, Camarhynchus, Certhidea, Geospiza, Platyspiza)
Ezek a pintyek azonban testfelépítésükben, színükben, alig-alig térnek el egymástól. Különbözőségük leginkább testméreteikben és csőrük alkatában mutatkozik meg. Már első leírójuk, Charles Darwin tisztában volt azzal, hogy eme madarak egyetlen őssel rendelkeznek, amelynek adaptív evolúciója alakította ki a tizenháromféle táplálkozási módot és életteret. Egyetlen fajból nemcsak tizenhárom különböző alakult tehát ki, hanem öt önálló nem – legalábbis a fajnevek alapján.
Az öt nemnév semmilyen összefüggésben nincs e madarak valódi rokonsági fokával. Nem derül ki, hogy a Geospiza magnirostris (nagy földipinty) és a Geospiza scandens (földi kaktuszpinty) közelebbi rokona-e egymásnak, mint a Platyspiza crassirostris (vegetárius pinty).
Valójában azonban ezek a madarak egy nemen belül ugyanakkora távolságra vannak egymástól, mint bármelyik másik nem valamely faja, és közös ősüktől is pontosan akkora evolúciós távolságra vannak. Ha egymás után sorba állítjuk mondjuk a kókuszpintytől kezdve az egymáshoz hasonló alakokat, akkor a hegyescsőrű földipintyen, a kaktuszpintyeken, a kis földipintyen, a vegetárius pintyen, a kéregpintyeken, a harkálypintyen és a mangrovepintyen át eljutunk a füzikepintyig, amely viszont alig különbözik a sorkezdő Kókusz-szigetitől.
Az ábrán a kör alakban elrendezett fajok közül bármely tetszőleges faj két szomszédja alig-alig különbözik egymástól. Kétségkívül a nagy kaktuszpinty és a kis kéregpinty erősen különbözik egymástól, de az átmenet folyamatos spektrumot alkot.

## Rendszertani besorolásuk
A csoport korábban a sármányfélék (Emberizidae) családjába volt helyezve. Helyük a tangarafélék között az újabb molekuláris vizsgálatok alapján biztos. A Geospiza nem viszonya a többi nemmel, s belső viszonyai még tisztázatlanok.
A Darwin-pintyek csoportjába a következő nemek és fajok tartoznak:
- Geospiza (Gould, 1837) – 9 faj
  - kis földipinty (Geospiza fuliginosa)
  - hegyescsőrű földipinty (Geospiza difficilis)
  - Genovesa-szigeti földipinty (Geospiza acutirostris)
  - vérszívó földipinty (Geospiza septentrionalis)
  - nagy kaktuszpinty (Geospiza (Cactospiza) conirostris)
  - Genovesa-szigeti kaktuszpinty (Geospiza propinqua)
  - nagy földipinty (Geospiza magnirostris)
  - földi kaktuszpinty (Geospiza (Cactospiza) scandens)
  - közepes földipinty (Geospiza fortis)

- Platyspiza (Gould, 1837) – 1 faj
  - vegetárius pinty (Platyspiza crassirostris vagy Camarhynchus crassirostris)

- Camarhynchus (Gould, 1837) – 5 faj
  - nagy rovarevő fapinty (Camarhynchus psittacula)
  - közepes rovarevő fapinty (Camarhynchus pauper)
  - kis rovarevő fapinty (Camarhynchus parvulus)
  - harkálypinty (Camarhynchus pallidus)
  - mangrovepinty (Camarhynchus heliobates)

- Certhidea (Gould, 1837) – 2 faj
  - éneklő pinty vagy füzikepinty (Certhidea olivacea)
  - szürke füzikepinty (Certhidea fusca)

- Pinaroloxias (Sharpe, 1885) – 1 faj
  - kókuszpinty (Pinaroloxias inornata)

## Képek

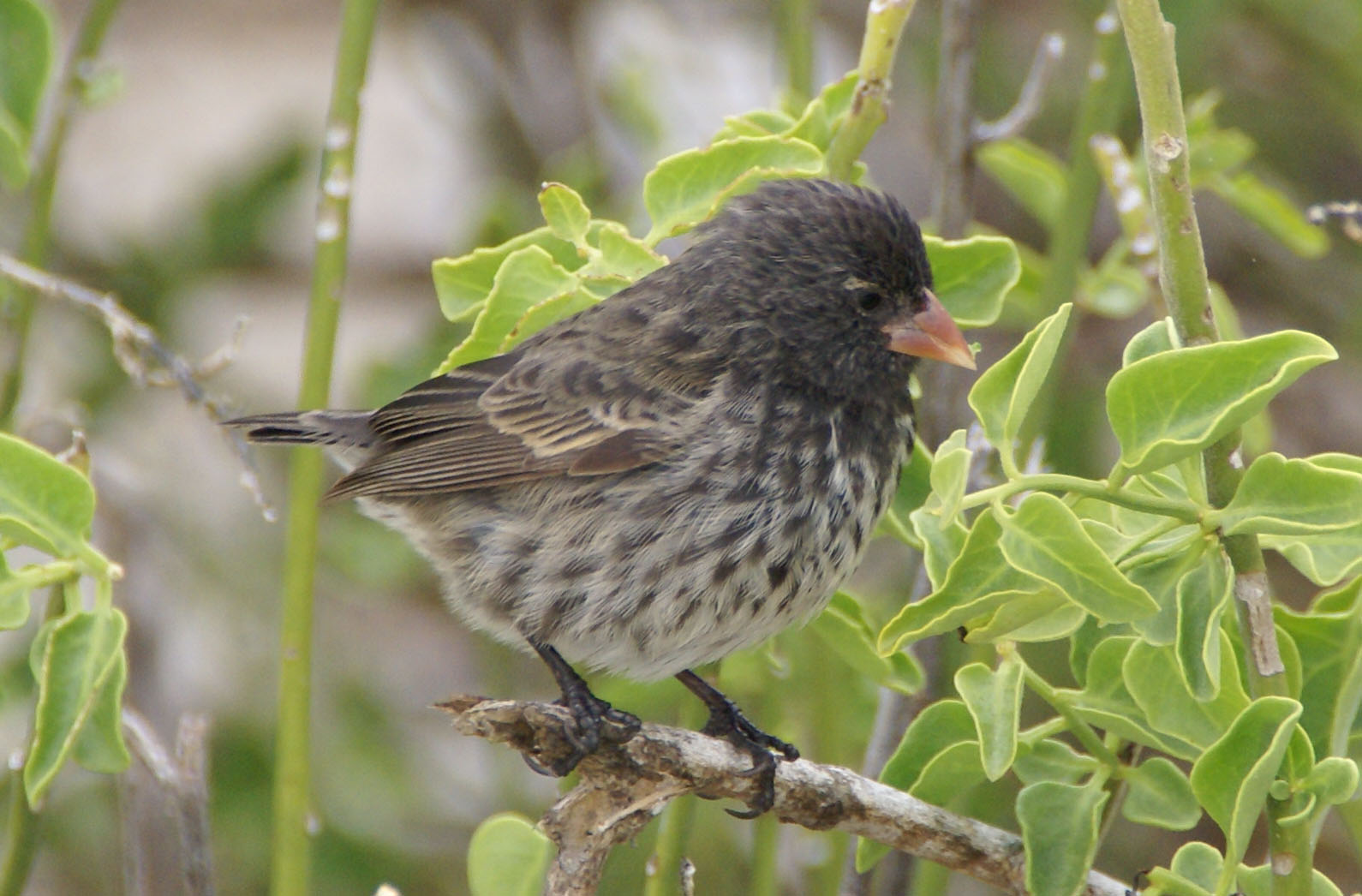
kis földipinty (Geospiza fuliginosa)
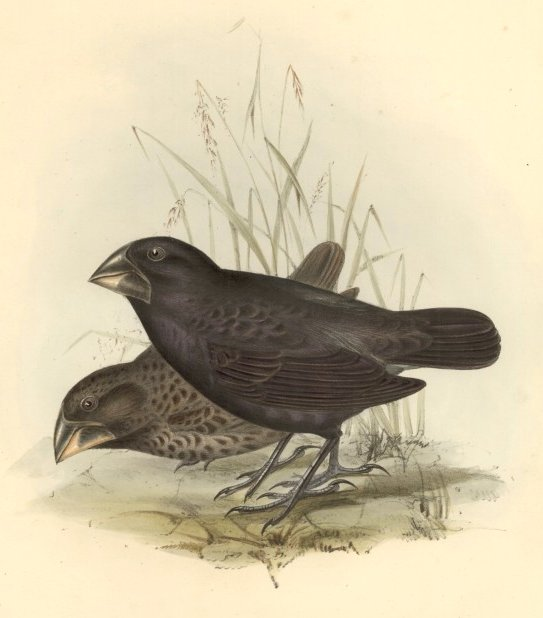
nagy földipinty (Geospiza magnirostris)
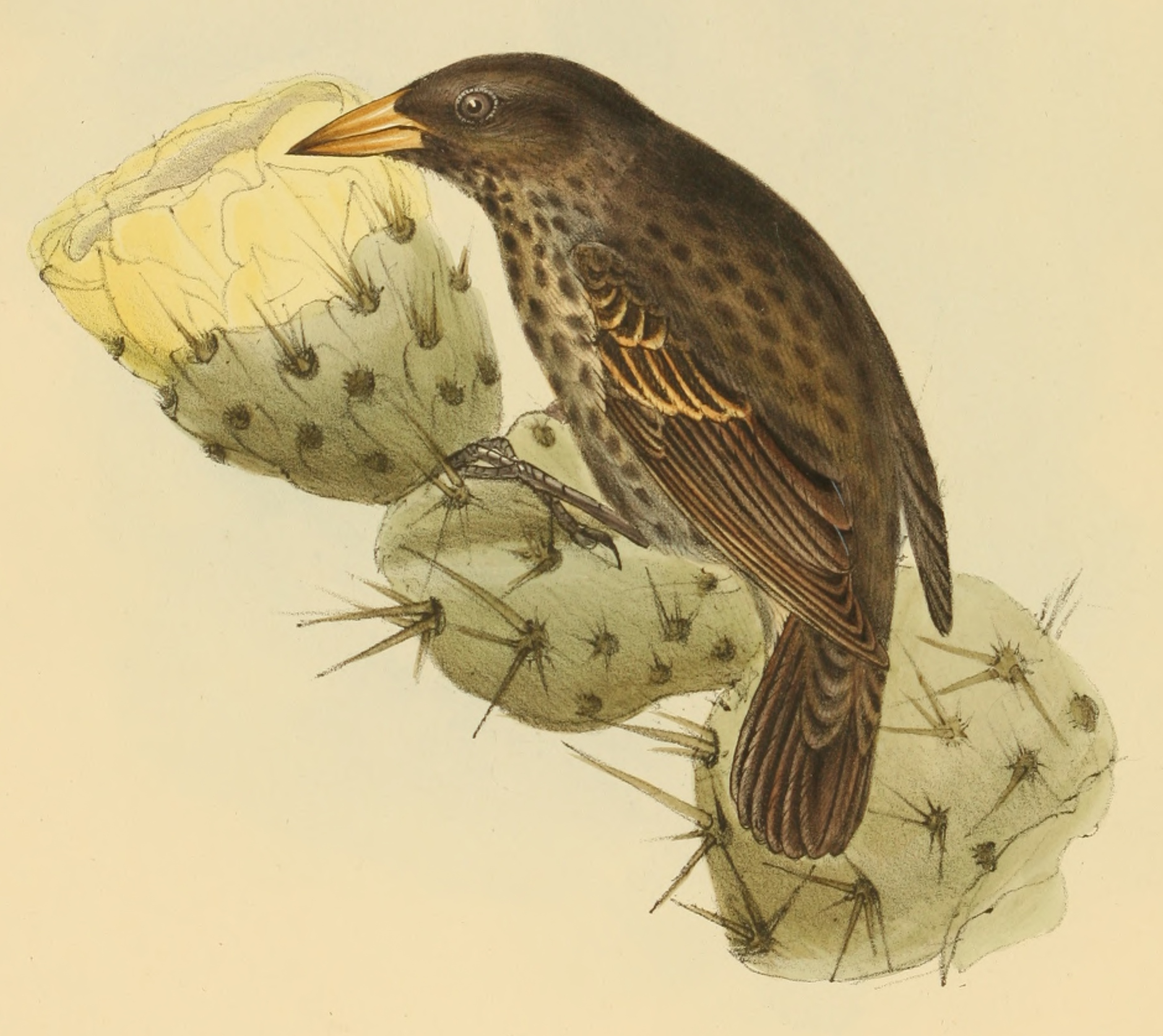
földi kaktuszpinty (Geospiza scandens)
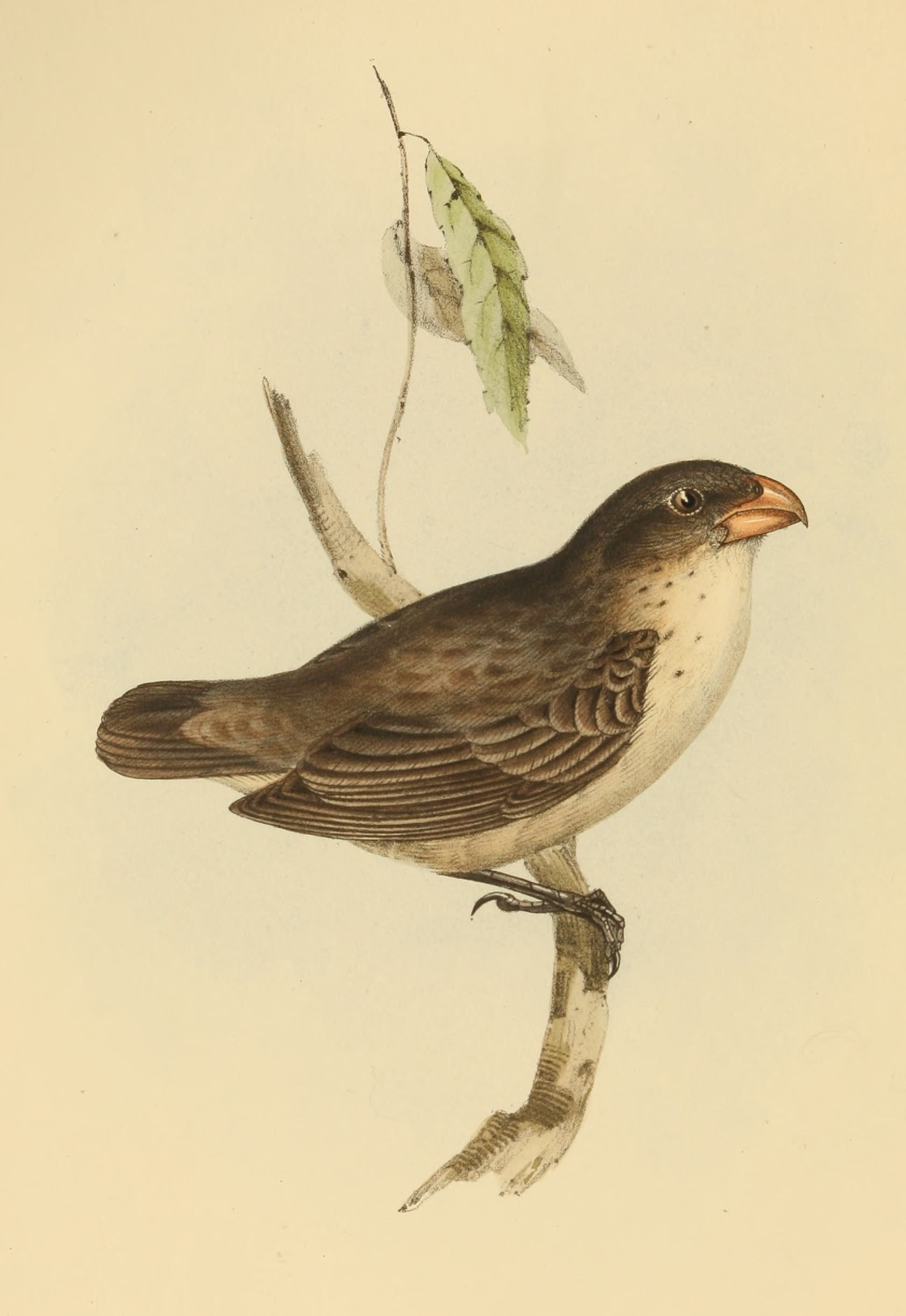
nagy rovarevő fapinty (Camarhynchus psittacula)